# Monte Cristallo (Ortles)
Il Monte Cristallo (3.434 m s.l.m.) è una montagna del Gruppo Ortles-Cevedale, in provincia di Sondrio (Lombardia). 

## Caratteristiche
Situato tra il Passo dello Stelvio (a nord) e la Val Zebrù (a sud) presenta due versanti completamente opposti uno rispetto all'altro: quello nord è ricoperto dalla Vedretta dei Vitelli (in provincia di Sondrio) e dalla Vedretta del Madaccio (in provincia di Bolzano), sulle quali sono presenti gli impianti estivi di risalita dello Stelvio.
Il versante sud, invece, è completamente roccioso e precipita con una grandiosa parete sulla sottostante Val Zebrù.

## Salita alla vetta
Montagna frequentata da numerosi alpinisti e scialpinisti, è di facile accesso grazie agli impianti dello Stelvio. 
La salita alla vetta, di difficoltà F+, si presta molto bene a chi sta iniziando la pratica dell'alpinismo, non essendo una salita troppo impegnativa e con dislivelli eccessivi. 
La via normale parte dal parcheggio della prima tratta di funivia Stelvio-Trincerone al Passo dello Stelvio (2758 m) e risale tramite una carrareccia i dolci pendii soprastanti il Passo. Arrivati a Trincerone (3050 m) è opportuno indossare i ramponi e legarsi in cordata per affrontare il primo tratto di ghiacciaio, piuttosto crepacciato a stagione inoltrata fino a Monte Livrio (3174 m) dove sorge la stazione di arrivo della funivia e l'albergo. 
Da questo punto si risalgono le piste dello sci estivo, attraversandole un paio di volte, fino all'arrivo dello skilift Cristallo (3320m circa).
Da qui, si prende a destra la cresta est del Cristallo, stando molto attenti a non avvicinarsi troppo al versante meridionale, ma mantenendosi leggermente sotto cresta. Qui si trovano, a seconda delle condizioni, tratti innevati e ghiacciati alternati a tratti rocciosi. Con qualche punto esposto, si arriva infine sulla vetta (3434 m) scavalcando prima una modesta anticima (3 ore dallo Stelvio, 700m di dislivello). 
Di particolare rilevanza scialpinistica, è la discesa dalla parete nord, adatta solo a sciatori-alpinisti molto esperti e ben preparati.